# پاتون (ایلینوی)
پاتون (به انگلیسی: Patton) یک منطقهٔ مسکونی در ایالات متحده آمریکا است که در ایلینوی واقع شده‌است. پاتون ۱۷۷٫۰۹ متر بالاتر از سطح دریا واقع شده‌است.